# Margit Jonsson
Margit Elisabet Jonsson, född Eriksson 29 juni 1944 i Arbrå församling i Gävleborgs län, död 28 december 2022 i Bollnäs, var en svensk skolbibliotekarie och politiker (folkpartist) som tjänstgjorde som ersättare i Sveriges riksdag i kortare perioder för Gävleborgs läns valkrets 1980 och 1981.